# Конотопський провулок (Київ)
Коното́пський прову́лок — провулок у Голосіївському районі міста Києва, місцевість Добрий Шлях. Пролягає від Горяної вулиці до вулиці Максима Рильського. 
Прилучається вулиця Добрий Шлях.

## Історія
Провулок виник у середині XX століття під назвою Нова вулиця. Сучасна назва — з 1955 року, на честь міста Конотоп.